# Mangal Shobhajatra
El Mangal Shobhajatra o Mangal Shovajatra (en bengalí: মঙ্গল শোভাযাত্রা) es una gran procesión que se realiza al amanecer el primer día del año nuevo bengalí en Bangladés. La procesión es organizada por los profesores y estudiantes de la Facultad de Artes de la Universidad de Daca. El festival está considerado una expresión de la identidad secular de los habitantes de Bangladés y una forma de promover la unidad. Esta fiesta fue declarada por Unesco en 2016 como patrimonio cultural inmaterial de la Humanidad, incorporado así a la lista de los patrimonios de la humanidad.

## Etimología
La expresión bengalí Mangal Shobhajatra literalmente significa "procesión por el bienestar".

## Historia

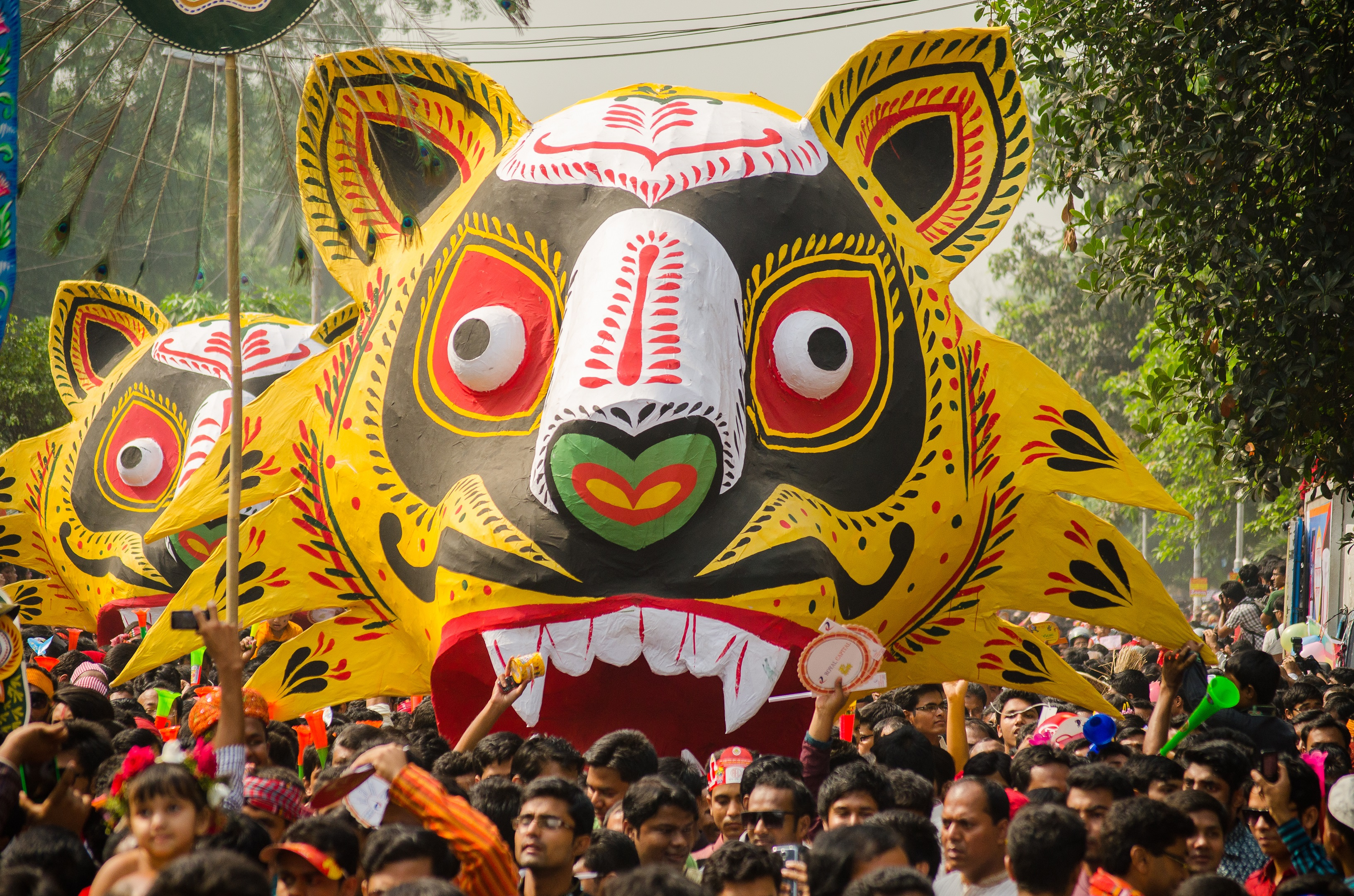
Un gran tigre de Bengala construido en papel, desfila durante el Mangal Shobhajatra.

La procesión en el festival se realizó por primera vez en 1989, durante el gobierno de Hossain Mohammad Ershad. Ershad asumió la presidencia de Bangladés mediante un golpe de Estado sin derramamiento de sangre.
Por esa época, el país se encontraba bajo el gobierno de una dictadura militar y sufría de inundaciones. En 1990, se produjo un levantamiento popular en Daca durante el cual resultaron muertas varias personas incluido Noor Hossain. Los estudiantes de la Facultad de Bellas Artes de la Universidad de Daca decidieron manifestar su repudio al régimen organizando el Mangal Shobhajatra durante Pohela Boishakh.

## Desarrollo
Cada año, miles de personas toman parte de la procesión que incluye modelos gigantes de aves, animales, peces y otros motivos. El desfile simboliza la unidad, paz, y el rechazo a lo maligno para dejar paso al progreso. Es considerado una expresión de la identidad secular del pueblo de Bangladés, dando un mensaje de unidad más allá de la clase social, edad, fe religiosa, o género de las personas.